# Sophie Alexander
Sophie Alexander (Cidade do México, 20 de maio de 1978) é uma atriz mexicana

## Carreira

### Novelas
- Imperio de mentiras (2020)... Laura Gómez
- Yago (2016)... Katia Macouzet[1]
- Yo no creo en los hombres (2014-2015)... Maleny Santibáñez De la Vega[2]
- Para volver a amar (2010 - 2011) .... Maité Duarte de Casso
- Tengo todo excepto a ti (2008) .... Susana
- Montecristo (2006) .... Mariana
- Amor en custodia (2005 - 2006) .... Noelia

### Séries
- XY. La revista (2009 - 2012) .... Paulina
- Mujeres asesinas 3 (Serie, episodio "Thelma, impaciente", 2010) .... Regina
- Cásate conmigo... mi amor (2013)... Bárbara
- Dos Lunas (2014)... Valeria

### Cinema
- Si yo fuera tú (2018)
- La dictadura perfecta (2014)
- Labios rojos (2011)
- De este mundo (2010)
- Si maneja de noche procure ir acompañado (2010) .... María
- 180º (2010) .... Magaly
- El sótano (2009) .... Sophie
- Café Paraíso (2008) .... Susan
- One long night (2007) .... Azafata
- Hitgirl (2007) .... Violeta Valdivia
- Puppet soldiers (2007) .... Sophie
- Todos los días son tuyos (2007) .... Amiga
- El guapo (2007)
- Cañitas, presencia (2007) .... Clienta
- Luces artificiales (2007)
- 1975  (2006)
- La noche de siempre (2005) .... Alicia
- Tres (2005) .... Karina

### Teatro
- Rock n' Roll
- Mujeres soñaron caballos
- Satélite 2012
- La modestia
- Parking Place del deseo
- Festen
- El oeste solitario
- Cuentos de Navidad
- De-madres
- Las mujeres sabias
- La gaviota
- Tres hermanas
- Hamlet
- El Filósofo Declara
- Homero, Iliada

## Prêmios e indicações

### Prêmios People en Español
| Ano  | Categoría               | Telenovela         | Resultado |
| ---- | ----------------------- | ------------------ | --------- |
| 2011 | Melhor Atriz Secundaria | Para volver a amar | Nomeada   |

### Festival de TV Internacional Monte Carlo
| Ano  | Categoria    | Telenovela     | Resultado |
| ---- | ------------ | -------------- | --------- |
| 2011 | Melhor Atriz | XY, La Revista | Nomeada   |